# Juan Antonio Sotillo (khu tự quản)
Juan Antonio Sotillo là một khu tự quản thuộc bang Anzoátegui, Venezuela. Thủ phủ của khu tự quản Juan Antonio Sotillo đóng tại Puerto La Cruz. Khự tự quản Juan Antonio Sotillo có diện tích 244 km2, dân số theo điều tra dân số ngày 21 tháng 10 năm 2001 là 206957 người.